# إي بل مو
إي بل مو (اللغة الكورية : 이필모 ، من مواليد 26 يونيو 1974) هو ممثل كوري جنوبي.
درس في جامعة سيول للفنون والمسرح.

## الجنوب
- The Woman Who Still Wants To Marry (KBS, 2010)
- ابنائي المثاليين  [لغات أخرى]‏ (KBS2, 2009)
- You Are My Destiny (KBS1, 2008)
- Golden Era of Daughter in Law (KBS1, 2007)
- Here Comes Ajumma (KBS2, 2006)
- As the River Flows (KBS2, 2006)

## أفلام
- Dance With The Wind (2004)
- Arirang (2002)
- Shiri (1999)

## الجوائز
- 2008 KBS Drama Awards: Daily Drama Excellence Award – Best Actor (You Are My Destiny)
- 2007 KBS Acting Awards: Best Supporting Actor (Golden Era of Daughter in Law)

### وصلات خارجية
- إي بل مو على موقع IMDb (الإنجليزية)
- إي بل مو على موقع قاعدة بيانات الفيلم (الإنجليزية)
- Official site
- HanCinema